# Biblioteca Municipal Almeida Garrett
A Biblioteca Municipal Almeida Garret (BMAG) é uma biblioteca pública situada nos Jardins do Palácio de Cristal, na freguesia de Massarelos, na cidade do Porto, Portugal. O edifício, da autoria do arquitecto José Manuel Soares aloja, para além da biblioteca, uma galeria, uma cafetaria com esplanada e um pequeno auditório. Construída no âmbito do Porto 2001 - Capital Europeia da Cultura, foi inaugurada em 2 de Abril de 2001.